# Pobrđe (Dečani)
Pour les articles homonymes, voir Pobrđe.
Pobërgjë en albanais et Pobrđe en serbe latin (en serbe cyrillique : Побрђе) est une localité du Kosovo située dans la commune/municipalité de Deçan/Dečani, district de Gjakovë/Đakovica (Kosovo) ou de Pejë/Peć (Serbie). Selon le recensement kosovar de 2011, elle compte 1 314 habitants, dont une majorité d'Albanais.
Le village est également connu sous le nom albanais de Pobërxhë.

## Démographie

### Évolution historique de la population dans la localité
| 1948 | 1953 | 1961 | 1971 | 1981  | 1991  | 2011  |
| ---- | ---- | ---- | ---- | ----- | ----- | ----- |
| 667  | 702  | 721  | 917  | 1 193 | 1 416 | 1 314 |

|  |